# Велика солонісна аномалія

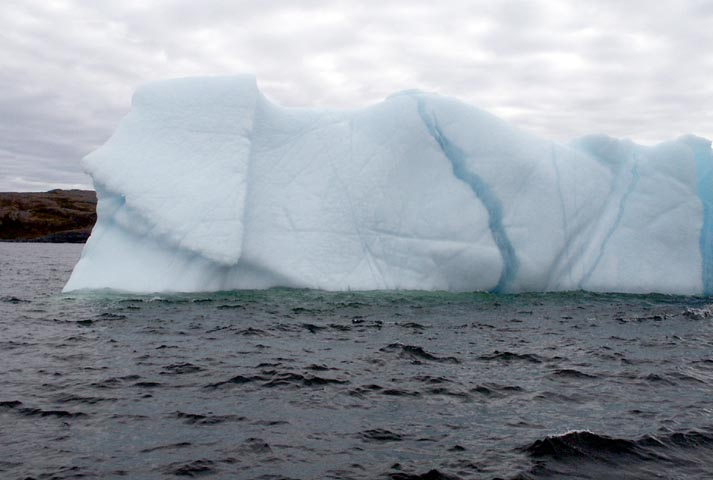
Айсберг біля Ньюфаундленду

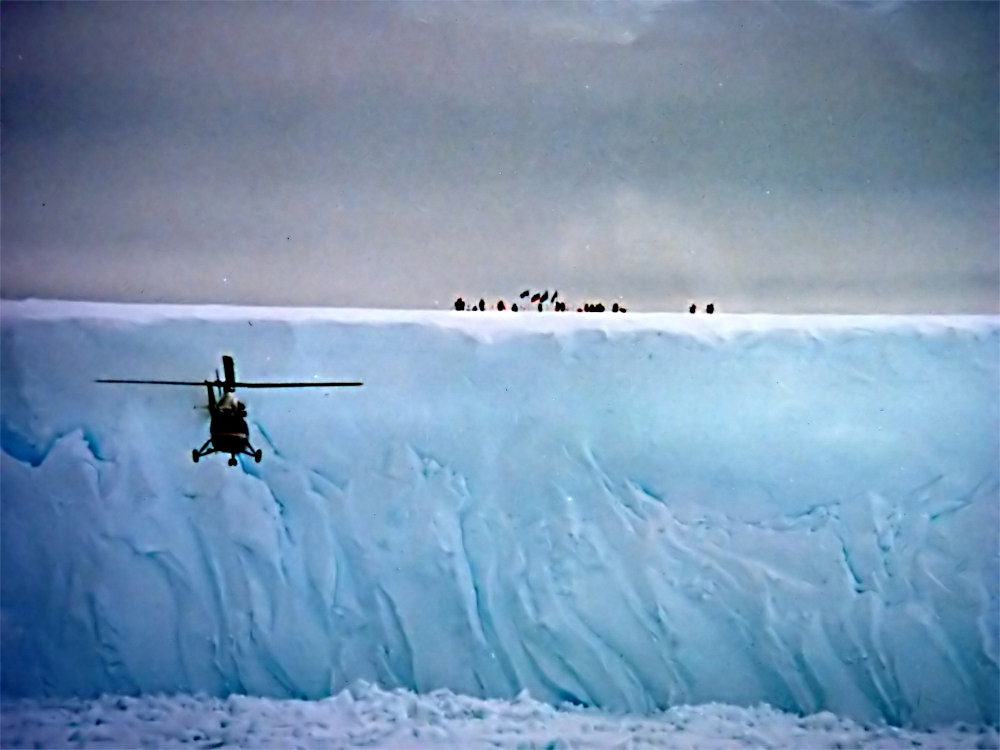
Айсберг B15-D, 2001 рік

Велика солонісна аномалія (ВСА, англ. Great Salinity Anomaly) — явище, що спостерігалося в північній частині Атлантичного океану наприкінці 1960-х років і полягало в істотному (до 1 проміле) зменшенні солоності морської води у прилеглому до поверхні 200-метровому шарі.

## Причини
Головною причиною аномалії вважається винесення великої кількості льоду з Арктичного басейну на схід від Гренландії і його подальше танення.

## Наслідки
Наявність шару менш солоної, легшої води на поверхні призвела до припинення глибокої зимової вертикальної конвекції в морі Лабрадор. Поверхневе перенесення тепла в океані значно сповільнилося. Зменшилося надходження тепла і віддача його в атмосферу у верхніх широтах, що викликало локальне похолодання. Саме ВСА називають причиною різкого падіння середньорічної температури на 0,3 градуса за Цельсієм у період від 1965 до 1970 року.
Через відсутність меридіонального обміну посилився контраст температур між субполярним і субтропічним кругообігом Північної Атлантики, що призвело до посилення циклонічної активності. Наслідком цього стали м'які зими з сильною відлигою в Москві, збільшення стоку Волги приблизно на 25 %, а від кінця 1977 року — зростання рівня Каспійського моря.
Учені вважають, що ВСА може повторитися знову в найближчому майбутньому, викликавши різке похолодання клімату у всій Північній півкулі.